# Baz Luhrmann
Mark Anthony "Baz" Luhrmann, född 17 september 1962 i Sydney, New South Wales, är en australisk Oscar- och Golden Globe-nominerad filmregissör, manusförfattare och musik-, teater- och filmproducent.
Efter stora teaterframgångar, däribland originalscenuppsättningen av Strictly Ballroom, har Luhrmann regisserat sex uppmärksammade långfilmer, bland annat Moulin Rouge! (2001). Han har nominerats till två Oscar för bästa regi: för Den store Gatsby (2013) och Elvis (2022).
1998 gav han ut albumet Something for Everybody med remixad musik från hans filmer, samt spoken word-låten Everybody's Free (To Wear Sunscreen), som bygger på essän "Advice, like youth, probably just wasted on the young" av krönikören Mary Schmich. Låten bygger på en sampling av Rozallas Everybody's Free (To Feel Good), mjuka bakgrundstoner och röstskådespelaren Lee Perry.
Han arbetar ofta tillsammans med sin hustru Catherine Martin som är kostymör och scenograf.

## Filmografi
- Strictly Ballroom - De förbjudna stegen (1992)
- Romeo + Julia (1996), med bland andra Leonardo DiCaprio och Claire Danes
- Moulin Rouge! (2001), med bland andra Nicole Kidman och Ewan McGregor
- Australia (2008), med bland andra Nicole Kidman och Hugh Jackman
- Den store Gatsby (2013), med Leonardo DiCaprio och Carey Mulligan
- Elvis (2022), med Austin Butler